# Arnold Dolmetsch

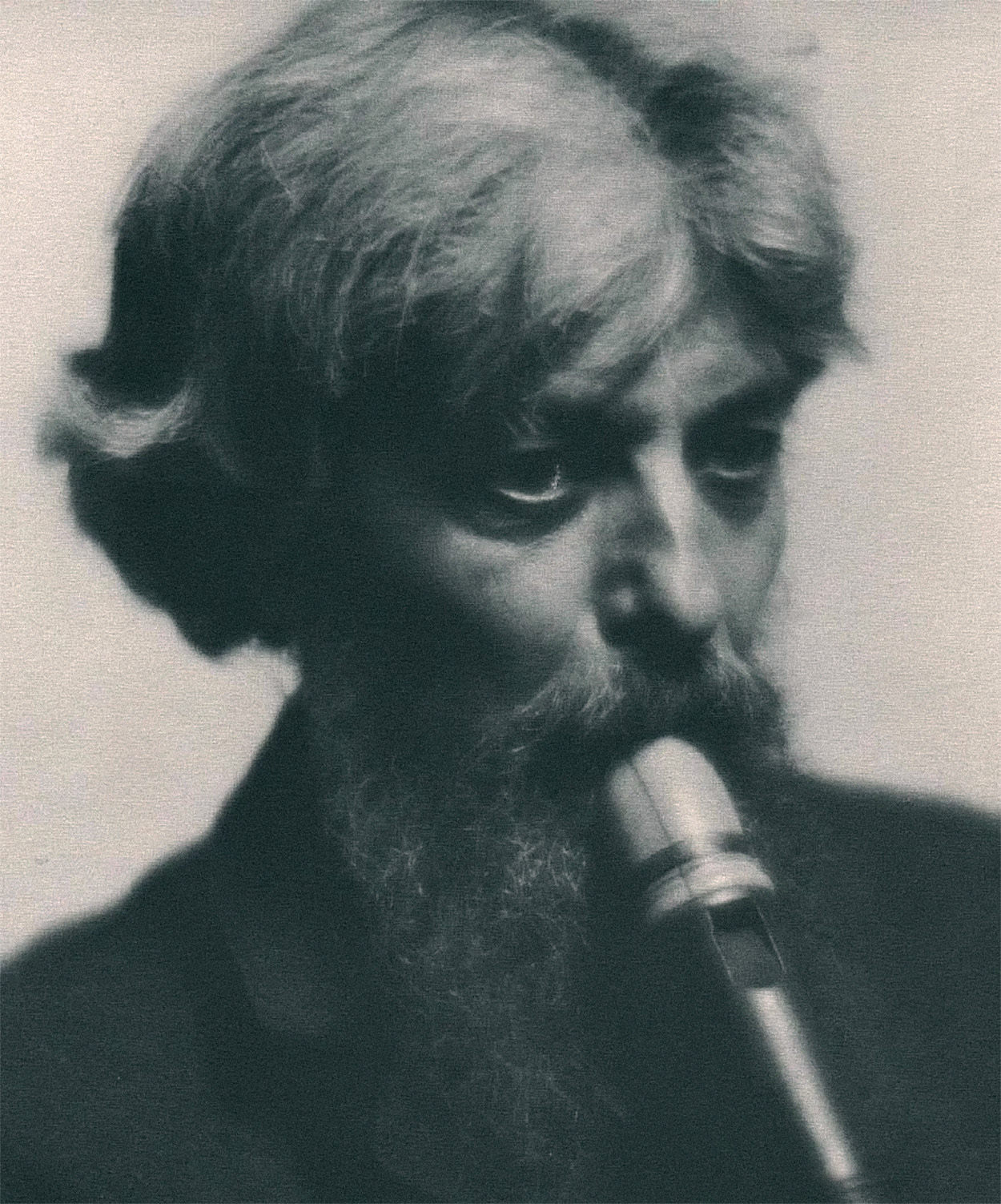
Arnold Dolmetsch in 1916

(Eugène) Arnold Dolmetsch (Le Mans, 24 februari 1858 – Haslemere, 28 februari 1940), was een leidende figuur in de twintigste-eeuwse beweging voor de 'revival' van de Oude Muziek.

## Levensloop
De familie Dolmetsch kwam uit Bohemen. Rudolph Dolmetsch, een bouwer van piano's emigreerde naar Le Mans en trouwde er Marie Zélie (née Guillouard). Arnold was een van hun kinderen. In het atelier van de vader leerde hij de technieken van het instrumenten bouwen, wat hem later uitstekend zou van pas komen.
Hij ging aan het Koninklijk Conservatorium in Brussel studeren en leerde er viool onder de leiding van Henri Vieuxtemps, evenals piano en compositie. Hij kwam er voor het eerst in contact met musici die op oude instrumenten speelden, die ze vonden in de verzameling van het Conservatorium. In 1883 trok hij naar Londen en studeerde er verder aan het 'Royal College of Music' onder de leiding van Henry Holmes en Frederick Bridge. In 1889 verkreeg hij de graad van Bachelor of Music.

## De 'revival' van de Oude Muziek
Korte tijd was Dolmetsch vioolleraar aan het Dulwich College. Hij kwam daar op voorspraak van Sir Georges Grove, de stichter van de bekende Grove's Dictionary of Music. Dolmetsch gaf in zijn woning kleine concerten van Oude Muziek. Een van die concerten werd in 1894 bijgewoond door de schrijver George Moore (1852-1933) en die nam in zijn roman Evelyne Innes, Dolmetsch en zijn activiteiten tot inspiratiebron.
Ondertussen was Dolmetsch gefascineerd door de collectie historische instrumenten in het British Museum. In 1893 maakte hij een luit, naar historisch model. Daarna begon hij klavecimbels en pianofortes te bouwen voor rekening van Chickering in Boston (1905–1911), en van Gaveau in Parijs (1911–1914). Hij ging achtereenvolgens in Boston en Parijs wonen, totdat de Eerste Wereldoorlog hem weer naar Engeland deed verhuizen.
Hij vestigde zich als instrumentenbouwer in Haslemere (Surrey) en begon kopieën te maken van ongeveer elk instrument uit de vijftiende tot achttiende eeuw, met inbegrip van violen en vedels, luiten, blokfluiten en een reeks klavierinstrumenten. Zo maakte hij voor Florence Farr een psalterium naar oud model, die haar toeliet haar recitatieven te begeleiden in overeenstemming met de muziektheorie die ze, samen met Dolmetsch en William Butler Yeats had ontwikkeld.
Het boek dat hij in 1915 publiceerde was een mijlpaal in de ontwikkeling naar de authentieke uitvoering van Oude Muziek.
In 1925 stichtte hij het 'International Dolmetsch Early Music Festival', dat elk jaar tot op vandaag wordt gehouden in Haslemere Hall.
Dolmetsch was actief in het Londense culturele leven en had er als vrienden en bewonderaars onder meer William Morris, Selwyn Image, Roger Fry, Gabriele d'Annunzio, George Bernard Shaw, Ezra Pound, George Moore (de romancier) en W. B. Yeats. Zijn uitstraling was ook internationaal. Charles Van den Borren was een van zijn volgelingen.
Het was Dolmetsch die de componisten van de Engelse school voor vioolensembles herontdekte, onder wie John Jenkins en William Lawes. Sir Henry Hadow schreef dat Dolmetsch de deur had geopend naar een verborgen schat van schoonheid. Hij was in grote mate verantwoordelijk voor de revival van de blokfluit als een volwaardig concertinstrument, dat tevens in het bereik lag van amateurmusici en ze aldus toegang verleende tot de Oude Muziek. Hij promootte de blokfluit als een instrument voor het aanleren van muziek in de scholen.
In 1937 werd hij begiftigd met een Brits staatspensioen en in 1938 kreeg hij de Franse Legioen van Eer.

## Familie
Arnold Dolmetsch trouwde driemaal. Een eerste maal op 28 mei 1878 met Marie Morel uit Namen. Deze weduwe was tien jaar ouder dan hij en ze scheidden in 1898. Hij trouwde een tweede maal op 11 september 1899 in Zürich met Elodie Désirée, de ex-vrouw van zijn broer. De echtscheiding volgde in 1903. Op 23 september 1903 trouwde hij opnieuw, met Mabel Johnston, een van zijn leerlingen.
Dolmetsch moedigde zijn familieleden aan om een instrument aan te leren en zich de technieken van het instrumenten bouwen eigen te maken. Er werd vaak opgetreden met de familie, waarbij men speelde op instrumenten gemaakt in de ateliers van Dolmetsch. Ook na zijn dood in 1940, bleef de familie instrumenten bouwen en bespelen.
- Mabel Dolmetsch (1874-1963), zijn derde vrouw, speelde basviool en was ook balletdanseres. Ze werd een autoriteit op het gebied van oude dansen en meer bepaald in de reconstitutie van hofdansen en volksdansen uit de 15de en 16de eeuwen. Ze publiceerde onder meer Dances of England and France from 1450 to 1600 (1949) en Dances of Spain and Italy from 1400 to 1600 (1954). In herinnering aan haar werd in 1970 de Dolmetsch Historical Dance Society gesticht.
- Rudolph Dolmetsch, zijn zoon, was een begaafd klavecinist en sneuvelde tijdens de Tweede Wereldoorlog.
- Nathalie Dolmetsch, zijn dochter speelde viool en was een belangrijk lid van de Viola da Gamba Society.
- Carl Frederick Dolmetsch (1911-1997), zijn zoon, was een bekend blokfluitspeler en volgde zijn vader op aan het hoofd van de ateliers, die tot vandaag verder actief zijn.
- Cecile Dolmetsch (1904-1997), zijn dochter, speelde viola da gamba.
- neef Victor Dolmetsch was pianist en componist

## Publicaties
- The Interpretation of the Music of the XVIIth and XVIIIth Centuries, 1915